# 네덜란드어 연합

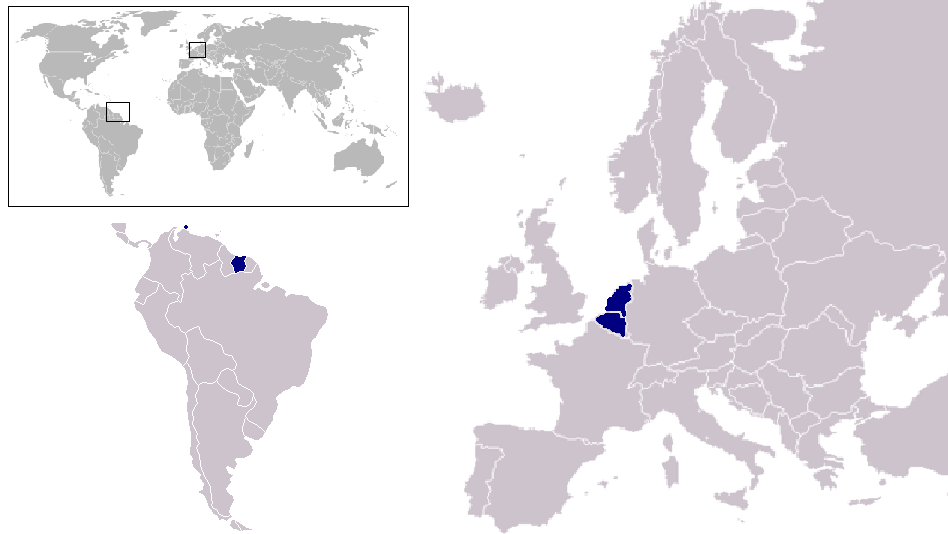
네덜란드어 연합 회원국의 위치

네덜란드어 연합(네덜란드어: Nederlandse Taalunie)은 네덜란드어를 공용어로 사용하는 국가 간의 국제 기구이다. 1980년 9월 9일에 설립되었다. 본부는 네덜란드 헤이그에 있다.

## 회원국

### 정회원국
- 네덜란드
- 벨기에
- 수리남

### 가입 후보국
- 아루바
- 퀴라소
- 신트마르턴

### 특별 파트너
- 남아프리카 공화국
- 인도네시아